# 川普和平計劃
特朗普和平計劃（Trump peace plan），正式名稱“實現和平的繁榮：改善巴勒斯坦和以色列人民生活的願景”（Peace to Prosperity: A Vision to Improve the Lives of the Palestinian and Israeli People），是特朗普政府提出的解決以巴衝突的提議。美國總統唐納德·特朗普與以色列總理班傑明·納坦雅胡於2020年1月28日在白宮新聞發布會上正式宣布了該計劃。
川普表示：“根據這一構想，耶路撒冷將繼續是以色列不分割的首都，這一點非常重要，不分割的首都。” 巴勒斯坦政府沒有受邀參加該计划的谈判。

## 過程
支持者稱“特朗普和平計劃”是「本世紀的交易」，總理本尼亞明·內塔尼亞胡在與唐納德·特朗普宣布聯合計劃的聯合新聞發布會上使用了措辭。

### 内容
計劃呼籲巴勒斯坦民族权力机构在未來四年中滿足讓美國承認一個獨立的巴勒斯坦國所必需條件，包括放棄恐怖主義、承認耶路撒冷為以色列首都、通過法律剷除腐敗，以及制止激進組織聖戰組織和哈馬斯組織在巴勒斯坦的活動。

## 主要反應
2020年2月3日，伊斯蘭合作組織拒絕了該計劃，並“呼籲所有成員國不要參與該計劃或與美國政府合作以任何形式實施該計劃。”
中國外交部批評川普年的“世紀協議”，稱其過於偏向以色列。中國表示，聯合國決議、兩國解決方案、土地換和平原則以及其他國際支持的措施，才能解決以巴衝突的基礎。
根據《今日基督教》，基督教世界的反應參差不齊。該計劃得到了許多中東基督徒批評，包括在基督徒拿撒勒福音學院，加沙浸信會教堂，阿勒頗的長老會和在貝魯特的阿拉伯浸信會神學院。該計劃受到以色列基督教聯合會和阿拉巴馬州比森神學院的基督徒的好評。

## 其他反應
對於拉希德·哈利迪而言，特朗普的計劃並非是21世紀的新協議，而是遵循了英國早在美國實行的更早的殖民模式。

## 另見
- 亞伯拉罕協議
- 阿塞拜疆和亞美尼亞關於建立和平與國家間關系的協議

## 外部連結
- "Peace to Prosperity" （页面存档备份，存于）全文
- Peace to Prosperity short overview （页面存档备份，存于） Whitehouse.gov
- Transcript of Trump Peace Plan Speech （页面存档备份，存于）